# Альсеиды
Альсеи́ды (др.-греч. Άλσηΐδες) — в греческой мифологии нимфы долин и рощ.

## В мифологии
В представлении древних греков альсеиды охраняют и оберегают рощи. Они испытывают глубокую привязанность к растениям, каждая переплетается с одним из них, выбирая его в качестве собственного символа. Несмотря на то, что альсеиды обожают цветы и растения в целом, они также могут быть переплетены с источниками вод, дающими вдохновение.
Альсеиды часто пугают путешественников, проходящих через их владения, но также способны оказать на человека успокаивающее, умиротворяюще действие, создают условия для приятного отдыха. Эти нимфы способны прикосновением избавить путника от усталости, придать ему бодрости, вернуть ясность мыслей. В некоторых случаях могут даже излечить от безумия. Но могут альсеиды наслать и крепкий, глубокий сон на противника. Противостоять сонливости очень непросто, но даже если врагу всё же удастся это сделать, нормально сражаться он уже не сможет.
Рощу легко спилить или сжечь, заодно уничтожив альсеид. Потому они, хранительницы рощ, как и дриады, панически боятся огня и молний, а также остерегаются орудий, предназначенных для сруба и распила лесов. Не переносят альсеиды и громких звуков, поэтому предпочитают держаться подальше от людей, в глубине лесов. Рощи, в которых обитали альсеиды, считались у древних греков священными.
Образ этих нимф обычно связывают с изображением фей. Но в отличие от последних альсеиды могут быть мстительными в отношении тех людей, кто оскверняет их естественное пространство. Они в чём-то похожи на дриад, так как тоже являются нимфами лесов и привязаны к деревьям. Однако следует помнить, что альсеиды не используют деревья, кустарники и цветы как свой дом, а связываются с ними в качестве символа.
Согласно легенде, Альсеида была приёмной дочерью Деметры. Она слыла самой красивой из нимф, защищавшей Лес, покрытый маками, от ярости и молний Зевса. Впоследствии олимпийский бог, увидев отвагу нимфы и её трепетное отношение к природе, раскаялся и наградил её, отдав ей этот Лес навсегда.
Эта нимфа участвует в элевсинских мистериях.

## В поэзии
Из античных писателей первым и, пожалуй, единственным поэтом, упоминавшим альсеид в своих произведениях, являлся Гомер — в «Одиссее» (Х, 350), «Илиаде» (ХХ, 8) и в гомеровском гимне Афродите (V, 98). При этом вместо термина альсеиды он использовал другой — альсеи:

«Все происходят они от источников, рощ и священных рек, теченье свое стремящих в соленое море» («Одиссея», 214: X, 350—351).
Оригинальный текст (др.-греч.)"Γίγνονται δ’ ἄρα ταί γ’ ἔκ ‌‌τε κρηνέων ἀπό τ’ ἀλσέων ἔκ θ’ ἱερῶν ποταμῶν, οἵ τ’ εἰς ἅλαδε  προρέουσι".

«Самые нимфы явились, живущие в рощах прекрасных, и в источниках светлых, и в злачноцветущих долинах» («Илиада», 716: XX, 8—9).
Оригинальный текст (др.-греч.)"Οὔτ’ ἄρα νυμφάων αἵ τ’ ἀλσεα καλὰ νέμονται καὶ πηγὰς ποταμῶν καὶ πίσεα ποιήεντα".

«Или ты нимфа — из тех, что источники рек населяют, влажногустые луга и прекраснотенистые рощи?» («Гимны. К Афродите», **: V, 97—98).